# Colonie française du Darién
 (septembre 2020).
Améliorez-le ou discutez des points à vérifier. 
 (septembre 2020).
Si vous disposez d'ouvrages ou d'articles de référence ou si vous connaissez des sites web de qualité traitant du thème abordé ici, merci de compléter l'article en donnant les références utiles à sa vérifiabilité et en les liant à la section « Notes et références ».
La colonie française du Darién est apparue dans l'isthme de Panama, sur la terre ferme en face des îles San Blas, un peu avant la guerre de la Ligue d'Augsbourg à la fin du XVIIe siècle. 

## Histoire
Le Rendez-vous de l'île d'Or désigne au débouché du Río Chuchunaque le lieu de la rencontre annuelle des flibustiers d'origine européenne, d'après les biographies, authentiques ou non, des années 1680.
Ils entretiennent de bonnes relations avec les Indiens du Darién, Indiens des Sambres, dits Kuna, de l'archipel de San Blas, avec lesquels ou grâce auxquels ils mènent des expéditions dites des Mers du Sud, pour aller piller le Pacifique (Empire espagnol, Colombie, Pérou, Chili).
La colonie dure jusqu'en 1761, sans aucune existence légale ni reconnaissance officielle de la France, si ce n'est sa participation, plus ou moins partielle, à l'expédition de Carthagène (1697) menée par près de 650 flibustiers et boucaniers français de Saint-Domingue en 1697.